# TJ Kovosvit Holoubkov
TJ Kovosvit Holoubkov (celým názvem: Tělovýchovná jednota Kovosvit Holoubkov) byl československý klub ledního hokeje, který sídlil v obci Holoubkov v Západočeském kraji. Založen byl v roce 1931. V sezóně 1952/53 se klub zúčastnil nejvyšší hokejové soutěže v zemi. Ve skupině A skončil na sestupovém šestém místě. Zanikl v roce 1978 v důsledku chybějícího zimního stadionu v samotné obci a okresu Rokycany.
Své domácí zápasy odehrával na místním Holoubkovském rybníku.

## Přehled ligové účasti
Stručný přehled
Zdroj: 
- 1945–1946: Divize – sk. Jih (2. ligová úroveň v Československu)
- 1946–1949: Západočeská divize – sk. B (2. ligová úroveň v Československu)
- 1949–1950: Oblastní soutěž – sk. A1 (2. ligová úroveň v Československu)
- 1950–1951: Oblastní soutěž – sk. A (2. ligová úroveň v Československu)
- 1952–1953: 1. liga – sk. A (1. ligová úroveň v Československu)
- 1953–1954: Celostátní soutěž – sk. D (2. ligová úroveň v Československu)
- 1954–1955: Celostátní soutěž – sk. F (2. ligová úroveň v Československu)
- 1955–1957: Oblastní soutěž – sk. F (3. ligová úroveň v Československu)
- 1957–1958: 2. liga – sk. A (2. ligová úroveň v Československu)
- 1958–1959: Oblastní soutěž – sk. B (3. ligová úroveň v Československu)
- 1959–1960: Oblastní soutěž – sk. C (3. ligová úroveň v Československu)
- 1960–1961: Západočeský krajský přebor (3. ligová úroveň v Československu)
- 1961–1962: 2. liga – sk. A (2. ligová úroveň v Československu)
- 1962–1963: Západočeský krajský přebor (3. ligová úroveň v Československu)
- 1963–1965: 2. liga – sk. A (2. ligová úroveň v Československu)
- 1969–1973: Divize – sk. A (3. ligová úroveň v Československu)
- 1973–1974: Divize – sk. A (4. ligová úroveň v Československu)
- 1974–1975: Divize – sk. D (4. ligová úroveň v Československu)
- 1975–1977: Divize – sk. B (4. ligová úroveň v Československu)
- 1977–1978: 2. ČNHL – sk. A (3. ligová úroveň v Československu)

Jednotlivé ročníky
Zdroj: 
Legenda: ZČ - základní část, červené podbarvení - sestup, zelené podbarvení - postup, fialové podbarvení - reorganizace, změna skupiny či soutěže
| Československo (1945 – 1978) |                            |           |           |                                             |                       |
| Sezóny                       | Soutěž                     | Úroveň    | ZČ        | Play-off, nadstavba, sk. o udržení...       | Poznámky              |
| 1945/46                      | Divize – sk. Jih           | 2. úroveň | 5. místo  |                                             | Změna skupiny         |
| 1946/47                      | Západočeská divize – sk. B | 2. úroveň | 3. místo  |                                             |                       |
| 1947/48                      | Západočeská divize – sk. B | 2. úroveň | –. místo  |                                             | Soutěž nedohrána      |
| 1948/49                      | Západočeská divize – sk. B | 2. úroveň | 1. místo  | Kvalifikace o 1. ligu, Čtvrtfinále (prohra) | Reorganizace          |
| 1949/50                      | Oblastní soutěž – sk. A1   | 2. úroveň | 3. místo  |                                             | Změna skupiny         |
| 1950/51                      | Oblastní soutěž – sk. A    | 2. úroveň | 2. místo  |                                             | Reorganizace          |
| ...                          |                            |           |           |                                             |                       |
| 1952/53                      | 1. liga – sk. A            | 1. úroveň | 6. místo  |                                             | Sestup                |
| 1953/54                      | Celostátní soutěž – sk. D  | 2. úroveň | 4. místo  |                                             | Změna skupiny         |
| 1954/55                      | Celostátní soutěž – sk. F  | 2. úroveň | 4. místo  |                                             | Sestup                |
| 1955/56                      | Oblastní soutěž – sk. F    | 3. úroveň | 2. místo  |                                             |                       |
| 1956/57                      | Oblastní soutěž – sk. F    | 3. úroveň | 1. místo  |                                             | Kvalifikace           |
| 1957/58                      | 2. liga – sk. A            | 2. úroveň | –. místo  |                                             | Odstoupení ze soutěže |
| 1958/59                      | Oblastní soutěž – sk. B    | 3. úroveň | 2. místo  |                                             | Změna skupiny         |
| 1959/60                      | Oblastní soutěž – sk. C    | 3. úroveň | 2. místo  |                                             | Reorganizace          |
| 1960/61                      | Západočeský krajský přebor | 3. úroveň | 1. místo  |                                             | Postup                |
| 1961/62                      | 2. liga – sk. A            | 2. úroveň | 11. místo |                                             | Sestup                |
| 1962/63                      | Západočeský krajský přebor | 3. úroveň | 1. místo  |                                             | Postup                |
| 1963/64                      | 2. liga – sk. A            | 2. úroveň | 3. místo  |                                             |                       |
| 1964/65                      | 2. liga – sk. A            | 2. úroveň | 8. místo  |                                             | Sestup                |
| ...                          |                            |           |           |                                             |                       |
| 1969/70                      | Divize – sk. A             | 3. úroveň | 4. místo  |                                             |                       |
| 1970/71                      | Divize – sk. A             | 3. úroveň | 7. místo  |                                             |                       |
| 1971/72                      | Divize – sk. A             | 3. úroveň | 6. místo  |                                             |                       |
| 1972/73                      | Divize – sk. A             | 3. úroveň | 6. místo  |                                             | Reorganizace          |
| 1973/74                      | Divize – sk. A             | 4. úroveň | 5. místo  |                                             | Změna skupiny         |
| 1974/75                      | Divize – sk. D             | 4. úroveň | 3. místo  |                                             | Změna skupiny         |
| 1975/76                      | Divize – sk. B             | 4. úroveň | 2. místo  |                                             |                       |
| 1976/77                      | Divize – sk. B             | 4. úroveň | 2. místo  |                                             | Reorganizace          |
| 1977/78                      | 2. ČNHL – sk. A            | 3. úroveň | –. místo  |                                             | Odstoupení ze soutěže |